# Javier Garay
Francisco Javier Garay Barrenechea (Bilbao, 16 de diciembre de 1946) es un cantante español que forma parte del grupo Mocedades.

## Trayectoria
Garay es miembro fundador del grupo, lo integra desde la época de Voces y guitarras. Perteneció a la etapa conocida como "Los seis históricos", la formación más exitosa del grupo. Participó, por lo tanto, en el Festival de la Canción de Eurovisión 1973. El servicio militar y sus estudios, que le apartaron del grupo entre 1969 y 1971, le impidieron grabar los dos primeros discos de la agrupación; sin embargo, se reincorporó en 1971. Desde entonces, permanece en el grupo, siendo la voz masculina más importante. Canta los solos de los éxitos "Le llamaban loca" y "Sobreviviremos", entre otros temas.
Javier e Izaskun Uranga son los dos únicos  "históricos" que mantienen su permanencia en el grupo. A partir del año 2014, Javier lidera una de las dos formaciones de Mocedades surgidas  de la división del grupo acontecida durante ese año.